# 史蒂夫·库贝尔斯基
斯蒂芬·保罗·库贝尔斯基（英語：Stephen Paul Kuberski，1947年11月6日—），美国NBA联盟前职业篮球运动员。他在1969年的NBA选秀中第4轮第52顺位被波士顿凯尔特人选中。